# Lucrècia Làscaris de Ventimiglia
Lucrècia Làscara de Ventimiglia o en italià Lucrezia Lascaris di Ventimiglia (Ventimiglia 1265 - Barcelona 1314) és una noble parent amb la família reial de Nicea. Eix de la nissaga dels Làscaris di Ventimiglia, la branca principal dels comtes de Ventimiglia. Es va casar amb Arnau Roger I de Pallars Sobirà.
És filla del comte Guillem Pere de Ventimiglia i de la princesa Eudòxia Lascarina, princesa romana d'Orient i, per tant, neta de l'emperador de Nicea, Teodor II Làscaris.
De ben jove va marxar d'Itàlia amb la seva mare cap a la Corona d'Aragó on fou acollida a la cort de Jaume I. Es va casar el 1281 amb el comte Arnau Roger I i es va instal·lar al Pirineu al Comtat de Pallars Sobirà. Va tenir tres fills: Sibil·la I, comtessa de Pallars Sobirà, Beatriu i Violant.
Es va quedar viuda el 1288. Aleshores va haver de lluitar contra els comtes de Comenge que volien apropiar-se del comtat. Finalment va reeixir proclamar comtessa de Pallars la seva filla Sibil·la I. La seva filla es casà amb el comte Hug de Mataplana i Lucrècia es va retirar al castell de Mataplana fins al 1304. Aleshores va anar a viure a Barcelona i el 1307 es feu monja al monestir de Jonqueres, de l'orde militar de Santiago, dit de les Ucleses.